# Csattogó ökörszem
A csattogó ökörszem (Campylorhynchus zonatus) a madarak osztályának verébalakúak (Passeriformes) rendjébe és az ökörszemfélék (Troglodytidae) családjába tartozó faj.

## Rendszerezése
A fajt René Primevère Lesson francia orvos és ornitológus írta le 1832-ben, a Picolaptes nembe Picolaptes zonatus néven.

## Alfajai
- Campylorhynchus zonatus zonatus (Lesson, 1832) - Közép-Mexikó keleti része
- Campylorhynchus zonatus restrictus (Nelson, 1901) - Mexikó államai közül Veracruz és Oaxaca, valamint Guatemala keleti része és Belize
- Campylorhynchus zonatus vulcanius (Brodkorb, 1940) - Chiapas állam, Guatemala nyugati része, Salvador, Honduras és Nicaragua
- Campylorhynchus zonatus costaricensis (Berlepsch, 1888) - Costa Rica keleti része és Panama nyugati része
- Campylorhynchus zonatus panamensis (Griscom, 1927) - Panama keleti és déli része
- Campylorhynchus zonatus brevirostris (Lafresnaye, 1845) - Kolumbia északnyugati része és Ecuador északi része
- Campylorhynchus zonatus curvirostris (Ridgway, 1888) - Santa Marta-hegység (Kolumbia északi részén)
- Campylorhynchus zonatus imparilis (Borrero & Hernandez-Camacho, 1958) - Kolumbia északi részének síkvidéki területei  [2]

## Előfordulása
Mexikó, Belize, Costa Rica, Guatemala, Honduras, Nicaragua, Panama, Salvador, Ecuador és Kolumbia területén honos. Természetes élőhelyei a szubtrópusi vagy trópusi száraz erdők, síkvidéki és hegyi esőerdők és cserjések. Állandó, nem vonuló faj.

## Megjelenése
Testhossza 19 centiméter.

## Természetvédelmi helyzete
Az elterjedési területe rendkívül nagy, egyedszáma ugyan csökken, de még nem éri el a kritikus szintet. A Természetvédelmi Világszövetség Vörös listáján nem fenyegetett fajként szerepel.